# 크리스틴 스튜어트
크리스틴 제임스 스튜어트(영어: Kristen Jaymes Stewart, 1990년 4월 9일 ~ )는 미국의 배우, 모델이다. 로스앤젤레스에서 연예계에 종사하는 집안에 태어난 스튜어트는 1999년에 여러 영화에서 단역과 작은 역할로 연기 경력을 시작했다. 그녀는 2002년 조디 포스터의 딸을 연기한 스릴러 영화 《패닉 룸》으로 주목을 받았는데, 젊은 예술가상(영 아티스트 어워드)에서 장편 영화 부분 최우수 여우주연상을 수상했다. 이후 《스피크》(2004), 《캐치 댓 머니》(2004), 《자투라: 스페이스 어드벤쳐》(2005), 《인 더 랜드 오브 우먼》(2007)에 출연하여 미국 배우 조합상(SAG) 후보로 지명되었다. 그녀는 전 세계에서 33억 달러 이상을 벌어 들인 《트와일라잇 영화 시리즈》(2008-12)에서 벨라 스완을 연기하여 국제적으로 널리 명성을 얻었다.
스튜어트는 《어드벤처랜드》(2009), 《런어웨이즈》(2010), 《온 더 로드》(2012), 《스노우 화이트 앤 더 헌츠맨》(2012), 《스틸 앨리스》(2014)와 《이퀄스》(2015) 등 다양한 영화에 출연했다. 영국 아카데미상(BAFTA) 라이징 스타상을 수상하였고, 《웰컴 투 마이 하트》(2010)로 밀라노 국제 영화제 최우수 여우주연상을 수상했다. 2015년에 그녀는 《클라우즈 오브 실스마리아》(2014)에서 줄리엣 비노쉬와 대립하는 역할로 비평가들의 찬사를 받았으며, 세자르상 최우수 여우조연상을 비롯하여 수많은 수상의 영예를 얻었으며, 미국 배우로는 처음으로 세자르상을 수상했다. 이전 영화에서 함께 일한 올리비에 아사야스 감독이 그녀를 위해 쓴 《퍼스널 쇼퍼》(2016)에도 출연했다. 파블로 라라인 감독 영화 《스펜서》(2021)에서 다이애나 스펜서를 연기해 화제를 모았으며, 이 역을 통해 아카데미 여우주연상 후보에 올랐다.
스튜어트는 2860만 달러의 수입을 올리면서 베니티페어에서 'Hollywood Top Earners List of 2010'에 이름을 올리며 2010년에 가장 많은 수입을 올린 여배우로 선정됐다. 2011년, 그녀는 포브스에서 'Hollywood's Best Actors for the Buck' 목록에서 1위를 차지했다. 포브스는 또한 그녀의 총 수입이 3,450만 달러라고 발표하였고, 2012년 최고 개런티를 받는 여배우로 선정되었다. 그녀는 패션 브랜드 샤넬과 발렌시아가의 뮤즈로 발탁되었다.

## 어린 시절
스튜어트는 캘리포니아주 로스앤젤레스에서 태어나 그 곳에서 성장했다. 그의 아버지 존 스튜어트는 FOX에서 무대 매니저와 텔레비전 프로듀서로 일하고 있고, 어머니 줄스 만-스튜어트는 오스트레일리아 퀸즐랜드주 머루키도어 출신으로, 스크립트 슈퍼바이저로 활동하였다. 형제로는 캐머런과 입양된 테일러라는 오빠가 있다. 스튜어트는 7학년까지 학교를 다녔고, 그 이후로 통신교육을 받았다. 그 이후 고등학교를 졸업했다.

## 경력

### 초기 경력
스튜어트의 연기 경력은 8살 때 어느 에이전트가 크리스마스 학예회 연극에서 그의 연기를 우연히 본 관계자에게 캐스팅되었다. 스튜어트의 첫 역할은 디즈니 채널의 텔레비전 드라마 《더 서틴스 이어》에서 단역으로, 대사가 없는 역이었다. 이후 독립 영화 《더 세이프티 오브 오브젝츠》에서 한 말괄량이 딸로 등장했고, 장편 영화 《패닉 룸》에서 이혼한 가정의 우울한 당뇨병 환자인 딸 역으로 첫 주연을 맡았다. 영화는 일반적으로 호평을 받았고 그녀 역시 긍정적인 평가를 얻었다.
《패닉 룸》의 성공 이후에 스튜어트는 다른 스릴러 영화 《콜드 크릭》에 캐스팅되어 데니스 퀘이드와 섀런 스톤의 딸을 연기했지만, 영화가 흥행에 실패하였다. 그가 처음 주연을 맡은 어린이 액션코미디 영화 《캐치 댓 머니》에서는, 맥스 티에리옷과 코빈 블루의 상대역을 연기했다. 또한 스튜어트는 스릴러 영화 《언더토우》에서 릴라 역을 하기도 했다. 지금까지 스튜어트가 가장 비평가들에게 호평을 받은 연기는 아마 로리 할스 앤더슨의 소설을 원작을 바탕으로 한 텔레비전 영화 《스피크》에서 한 연기일 것이다. 촬영 당시 13세였던 스튜어트는, 강간을 당한 후 거의 입을 열지 않고 엄청난 감정적 혼란을 겪는 신입생인 멜린다 소르디노 역을 연기했다. 그는 대사량이 적었음에도 어두운 면을 잘 표현해 내면서 좋은 평가를 받았다.

### 2005–2007
2005년에는 판타지 어드벤처 영화 《자투라-스페이스 어드벤처》에서 보드게임을 통해서, 집을 제어할 수 없이 우주공간으로 돌진하는 우주선으로 바꾸는 두 남동생에게 무책임한 누나인 리사 역을 맡았다. 이 영화는 비평가들에게는 찬사를 받았지만, 스튜어트의 연기는 그의 캐릭터가 영화 내내 고정되어 있었다는 지적으로 미디어의 주목을 받지 못했다. 이듬해에는 그리핀 던이 감독한 《피어스 피플》에서 마야 역으로 출연했다. 그 이후에는 초자연 스릴러 영화 《메신저: 죽은자들의경고》에서 주연인 제스 솔로몬 역을 맡게 되었다.
2007년, 스튜어트는 메그 라이언과 아담 브로디가 출연한 로맨틱 코미디 영화 《인 더 랜드 오브 우먼》에서 10대 루시 하드윅으로 출연했다. 영화는 스튜어트의 연기와 함께 호평과 악평으로 나뉘었다. 같은 해에, 그는 비평가들에게 갈채를 받은 숀 펜의 번안 영화 《인투 더 와일드》에 출연했다. 젊은 모험가 크리스토퍼 맥캔들레스에게 반한 10대 가수 트레이시 역을 연기하며 대체로 호평을 받았다. 살롱닷컴은 “단단하고 섬세한 연기”라고 평가했고, 시카고 트리뷴은 그가 “역할의 스케치를 선명하게 잘 해내었다”고 언급했다. 그의 연기에 결점이 없는 것은 아니었다. 버라이어티 지의 비평가 데니스 하비는 "스튜어트가 생기 없는 히피 소녀 트레이시를 표현하려고 했는지 아니면 그냥 그렇게 된 것인지는 확실하지 않다."라고 평했다.

### 2008–2012
영화 《점퍼》에서 카메오로 출연하였고, 2008년 10월에 개봉한 《할리우드 폭로전》에 출연했다. 그는 《더 케이크 이터스》와 《사랑을 위한 여행》라는 독립 영화에 출연하였는데, 《사랑을 위한 여행》은 이후 《트와일라잇》의 엄청난 성공에 힘을 입어 이후 2010년 2월 26일에 극장에서 재개봉되었다.
2007년 11월 16일, 서밋 엔터테인먼트는 스튜어트가 스테프니 메이어의 벰파이어 로맨스 소설을 원작으로 한 영화 《트와일라잇》에서 벨라 역을 맡을 것이라고 발표했다. 감독 캐서린 하드윅이 비공식적인 스크린 테스트를 통해 그에게 마음을 사로잡혔을 때, 스튜어트가 영화 《어드벤처랜드》의 촬영에 한창이였다. 그는 뱀파이어 남자친구 에드워드 컬렌 역을 맡은 로버트 패틴슨의 상대 역으로 출연하며, 2008년 2월부터 제작이 시작되었고, 5월에 촬영이 끝나 그해 11월 21일에 미국에서 개봉하였다. 이 영화가 개봉한 후에, 스튜어트는 폭발적인 인기를 얻게 되었고, MTV 무비 어워드에서 최고의 여자 연기상을 수상하였고, 이후 3회 연속 수상하였다. 또한 시리즈로 이어지는 영화 《뉴문》, 《이클립스》에서 벨라 역을 다시 맡아 재등장하였다.
스튜어트는 이후 플로리아 시기스몬디가 각본을 쓰고 감독한 전기 영화 《런어웨이즈》에서 전설적인 여성 록커 조안 제트를 연기하게 되었고, 이 역할을 준비하기 위해 2009년 초에 직접 제트를 만났고, 다가올 영화 촬영을 위해 스튜디오에서 노래들을 미리 녹음하였다. 또한 제임스 갠돌피니와 함께 2010년 1월에 선댄스 영화제에서 개봉된 영화 《웰컴 투 마이 하트》에서 주연을 맡았고, 밀라노 국제영화제에서 여우주연상을 수상하였다.

### 2013-현재
2013년 12월에 샤넬의 2014년 캠페인을 위한 새로운 얼굴로 발탁되었다. 2014년에 영화 《캠프 엑스레이》, 《클라우즈 오브 실스마리아》, 《스틸 앨리스》에 출연하였다. 《클라우즈 오브 실스마리아》에서 주연 쥘리에트 비노슈와 호흡을 맞추었고, 프랑스의 세자르상에서 여우조연상을 수상하였다. 미국 여성 배우가 세자르상에서 상을 받은 것은 처음이다.

## 사생활
스튜어트는 현재 로스앤젤레스에 있는 우들랜드힐스에 거주 중이다. 2008년 배너티 페어와의 인터뷰에서 영화 《트와일라잇》에서 함께 연기했던 로버트 패틴슨과 교제중에 있다고 언급하였다.
그는 "저는 시드니 대학교에 가고 싶어요. 제 어머니께서 그 곳 출신이시죠."라고 말하면서 오스트레일리아에서 살면서 일하고 싶다고 발언하기도 하였다. 또한 "저는 대학에서 문학을 배우고 싶어요, 작가가 되고 싶거든요. 그러니까, 저는 지금 하고 있는 일을 좋아하지만 프로페셔널 거짓말쟁이로 남은 인생을 사는 것이 제가 하고 싶은 모든 것은 아니에요."라고 말하면서 가까운 미래에 대학에 가고 싶다고 밝혔다. 스튜어트는 기타 연주자이며 가수이다.
2012년 7월 영화 《스노우 화이트 앤 더 헌츠맨》의 감독이자 기혼남의 루퍼트 샌더스와 진한 키스, 스킨쉽을 하는 등의 사진이 파파라치를 통해 언론에 공개되었고, 불륜설에 휩싸이며 이미지에 상당한 타격을 받았다. 그는 끝내 샌더스와의 불륜을 인정하였고, 이에 분노와 모욕감, 실망감을 크게 느낀 로버트 패틴슨과 결별하였다. 이후 두 사람은 다시 재결합하였으나, 끝내 헤어졌다.
양성애자이다.
2016년 3월, 프랑스의 가수이자 배우인 소코는 크리스틴 스튜어트와 교제 중임을 밝혔다. 몇 개월 후, 두 사람은 결별하였다. 2016년 7월, 스튜어트는 한 잡지사를 통해 자신의 전 어시스턴스인 알리샤 카길과 사귀고 있다고 밝혔다.음악가인 세인트 빈센트와 데이트하였으나 곧 헤어지고 2016년 12월 초부터 빅토리아 시크릿 엔젤 스텔라 맥스웰과 교제 중이었으나 헤어졌다.

## 필모그래피

### 영화
| 연도 | 제목                                                         | 배역                   | 비고                                        |
| ---- | ------------------------------------------------------------ | ---------------------- | ------------------------------------------- |
| 1999 | 더 서틴스 이어                                               | 마실것을 기다리는 소녀 | 크레딧 타이틀에 올라가지 않음 (영화 데뷔작) |
| 2000 | 고인돌 가족 2 The Flintstones in Viva Rock Vegas             | 반지를 던지는 소녀     | 크레딧 타이틀에 올라가지 않음               |
| 2001 | 더 세이프티 오브 오브젝츠 The Safety of Objects              | 샘 제닝스              | 리미티드 개봉                               |
| 2002 | 패닉 룸 Panic Room                                           | 사라 알트만            |                                             |
| 2003 | 콜드 크릭 Cold Creek Manor                                   | 크리스틴 틸슨          |                                             |
| 2004 | 스피크 Speak                                                 | 멜린다 소르디노        |                                             |
| 2004 | 캐치 댓 머니 Catch That Kid                                  | 매디                   |                                             |
| 2004 | 언더토우 Undertow                                            | 릴라                   |                                             |
| 2005 | 피어스 피플 Fierce People                                    | 마야 오스본            | 리미티드 개봉                               |
| 2005 | 자투라: 스페이스 어드벤쳐 Zathura                            | 리사                   |                                             |
| 2007 | 메신져: 죽은 자들의 경고 The Messengers                      | 제시카 '제스' 솔로몬   |                                             |
| 2007 | 인 더 랜드 오브 우먼 In the Land of Women                    | 루시 하드윅            |                                             |
| 2007 | 참을 수 없는 사랑 The Cake Eaters                            | 조지아 카민스키        | 리미티드 개봉                               |
| 2007 | 인투 더 와일드 Into the Wild                                 | 트레이시 테트로        |                                             |
| 2007 | 커틀래스 Cutlass                                             | 젊은 로빈              | 단편 영화                                   |
| 2008 | 사랑을 위한 여행 The Yellow Handkerchief                     | 마틴                   | 리미티드 개봉                               |
| 2008 | 점퍼 Jumper                                                  | 소피                   |                                             |
| 2008 | 할리우드 폭로전 What Just Happened                           | 조                     |                                             |
| 2008 | 트와일라잇 Twilight                                          | 벨라 스완              |                                             |
| 2009 | 어드벤처랜드 Adventureland                                   | 에밀리 '엠' 레빈       |                                             |
| 2009 | 뉴 문 The Twilight Saga: New Moon                            | 벨라 스완              |                                             |
| 2010 | 런어웨이즈 The Runaways                                      | 조안 제트              |                                             |
| 2010 | 이클립스 The Twilight Saga: Eclipse                          | 벨라 스완              |                                             |
| 2010 | 웰컴 투 마이 하트 Welcome to the Rileys                      | 맬러리                 |                                             |
| 2011 | 브레이킹 던 part 1 The Twilight Saga: Breaking Dawn – Part 1 | 벨라 스완/컬렌         |                                             |
| 2012 | 스노우 화이트 앤 더 헌츠맨 Snow White & The Huntsman         | 스노우 화이트          |                                             |
| 2012 | 온 더 로드 On the Road                                       | 매리 루                |                                             |
| 2012 | 브레이킹 던 part 2 The Twilight Saga: Breaking Dawn – Part 2 | 벨라 컬렌              |                                             |
| 2012 | K-11                                                         | 레이의 비서 (목소리)   |                                             |
| 2014 | 캠프 엑스레이 Camp X-Ray                                     | 에미 콜                |                                             |
| 2014 | 클라우즈 오브 실스마리아 Clouds of Sils Maria                | 발렌타인               |                                             |
| 2014 | 스틸 앨리스 Still Alice                                      | 리디아 하울랜드        |                                             |
| 2015 | 월터 교수의 마지막 강의 A7nesthesia                          | 소피                   |                                             |
| 2015 | 아메리칸 울트라 American Ultra                               | 피비 라슨              |                                             |
| 2015 | 이퀄스 Equals                                                | 니아                   |                                             |
| 2016 | 어떤 여자들 Certain Women                                    | 베스 트래비스          |                                             |
| 2016 | 카페 소사이어티 Café Society                                 | 보니                   |                                             |
| 2016 | 퍼스널 쇼퍼 Personal Shopper                                 | 모린                   |                                             |
| 2016 | 빌리 린의 롱 하프타임 워크 Billy Lynn's Long Halftime Walk   | 캐슬린 린              |                                             |
| 2018 | 리지 Lizzie                                                  | 브리짓 설리번          |                                             |
| 2018 | 제이티 르로이 JT Leroy                                       | 서배나 누프            |                                             |
| 2019 | 세버그 Seberg                                                | 진 시버그              |                                             |
| 2019 | 미녀 삼총사 3 Charlie's Angels                               | 사비나 윌슨            |                                             |
| 2020 | 언더워터 Underwater                                          | 노라 프라이스          |                                             |
| 2020 | 크리스마스에는 행복이 Happiest Season                        | 에비                   |                                             |
| 2021 | 스펜서 Spencer                                               | 다이애나 스펜서        |                                             |
| 2022 | 미래의 범죄들 Crimes of the Future                           | 랭 도터리              |                                             |
| 2024 | 러브 라이즈 블리딩 Love Lies Bleeding                        | 루                     |                                             |
| 2024 | 러브 미 Love Me                                              |                        |                                             |

### 감독
| 연도 | 제목                                       | 비고       |
| ---- | ------------------------------------------ | ---------- |
| 2014 | "Take Me To The South" (Sage + the Saints) | 뮤직비디오 |
| 2017 | 컴 스윔                                    | 단편 영화  |

### 텔레비전
| 연도 | 제목                                                | 배역          | 비고                                                                                            |
| ---- | --------------------------------------------------- | ------------- | ----------------------------------------------------------------------------------------------- |
| 1999 | The Thirteenth Year                                 | 분수대의 소녀 | TV 영화; 크레딧 타이틀에 올라가지 않음                                                          |
| 2008 | 더 사라 실버맨 프로그램 The Sarah Silverman Program | 아나운서      | 에피소드: "I Thought My Dad Was Dead, But It Turns Out He's Not"; 크레딧 타이틀에 올라가지 않음 |
| 2017 | 새터데이 나이트 라이브 Saturday Night Live          | 호스트        | 에피소드: "Kristen Stewart/Alessia Cara"                                                        |